# Zimbabobrium dauberi
Zimbabobrium dauberi là một loài bọ cánh cứng trong họ Cerambycidae.